# Kopriveț, Ruse
Kopriveț (în bulgară Копривец) este un sat în comuna Beala, regiunea Ruse,  Bulgaria. 

## Demografie
Componența etnică a satului Kopriveț
     Bulgari (97,46%)
     Nicio identificare (0,84%)
     Altele (1,68%)
La recensământul din 2011, populația satului Kopriveț era de 829 locuitori. Din punct de vedere etnic, majoritatea locuitorilor (97,46%) erau bulgari. Pentru 0,84% din locuitori nu este cunoscută apartenența etnică.